# Domažlice
Domažlice là một thị trấn thuộc huyện Domažlice, vùng Plzeňský, Cộng hòa Séc.

## Tập ảnh

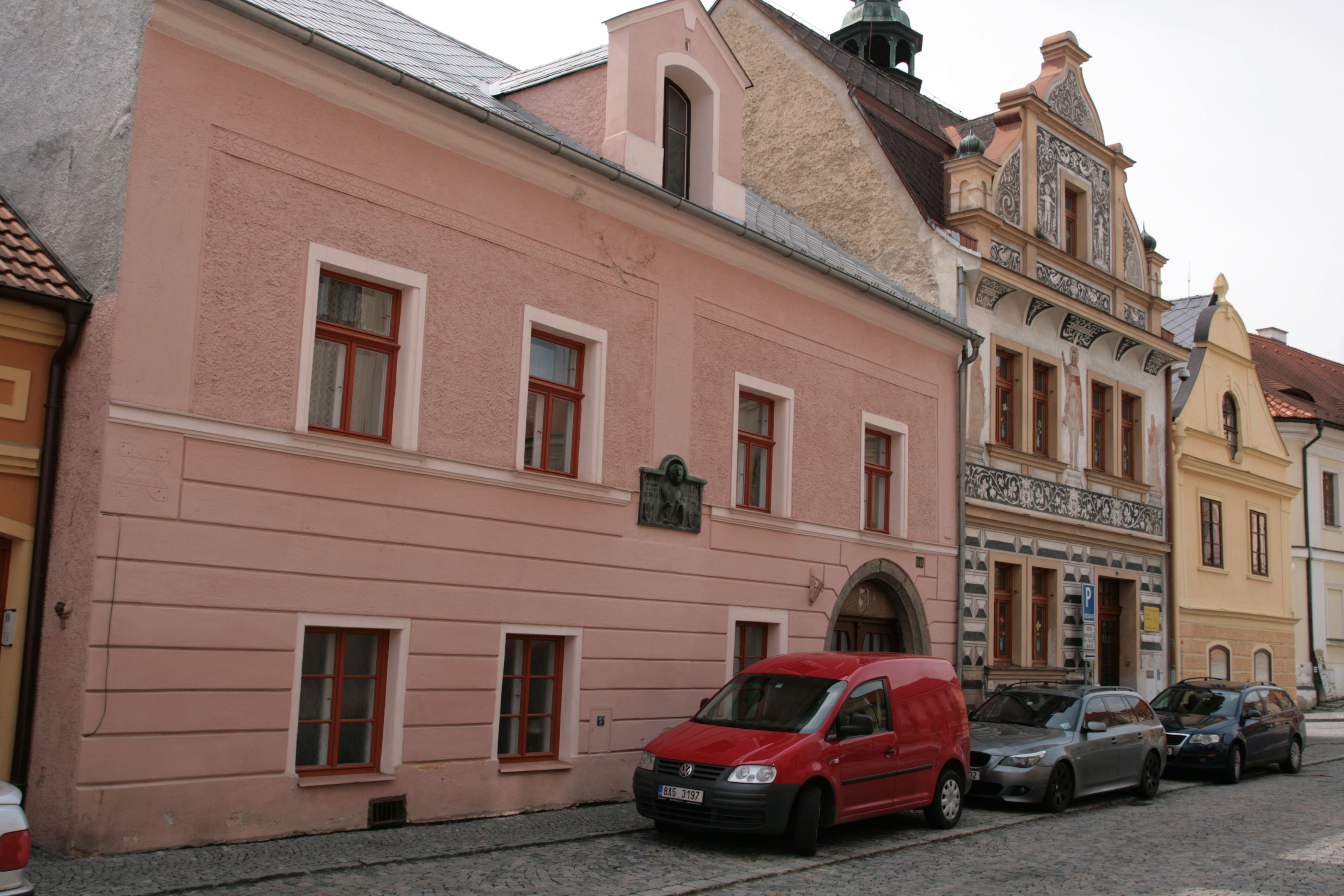
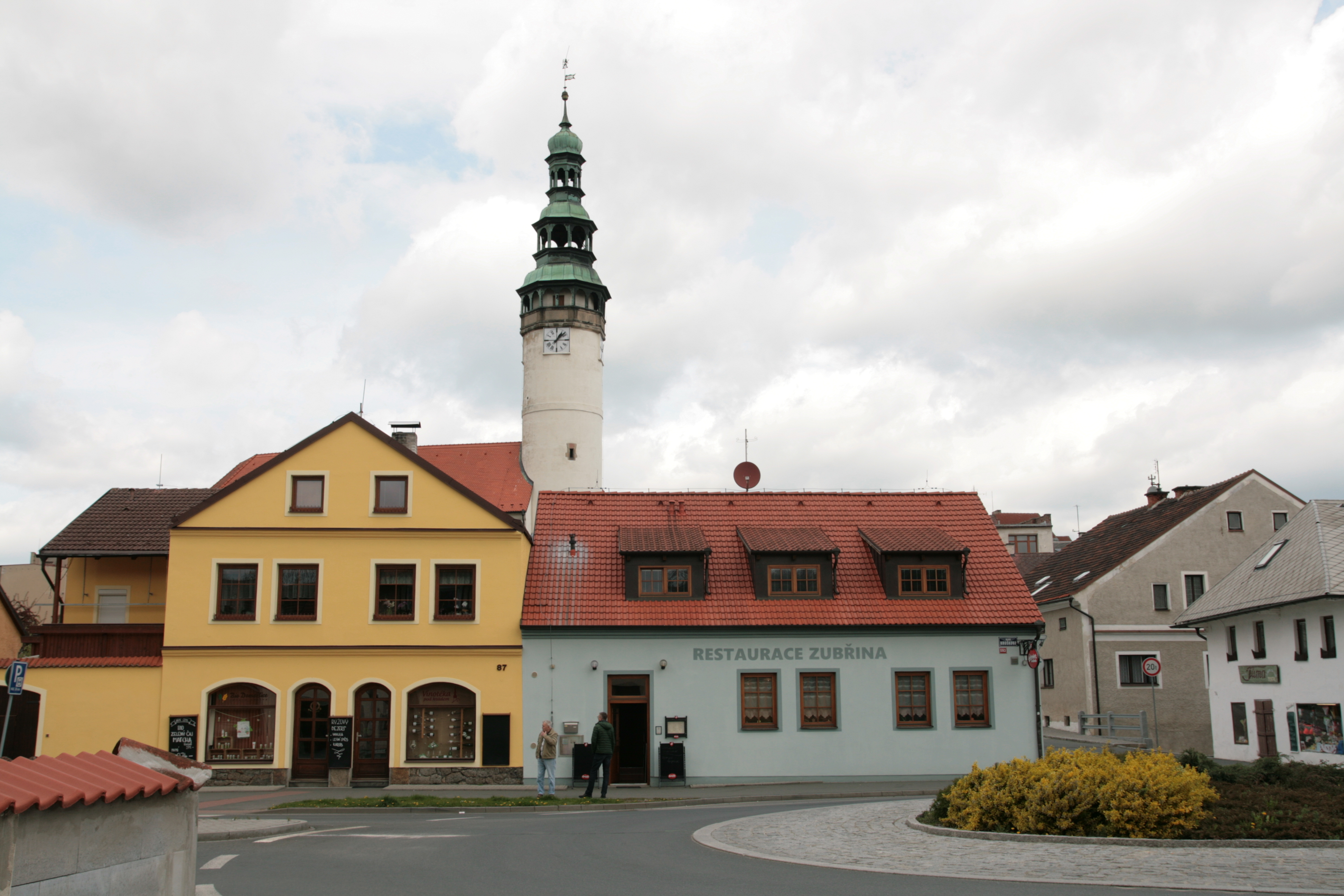
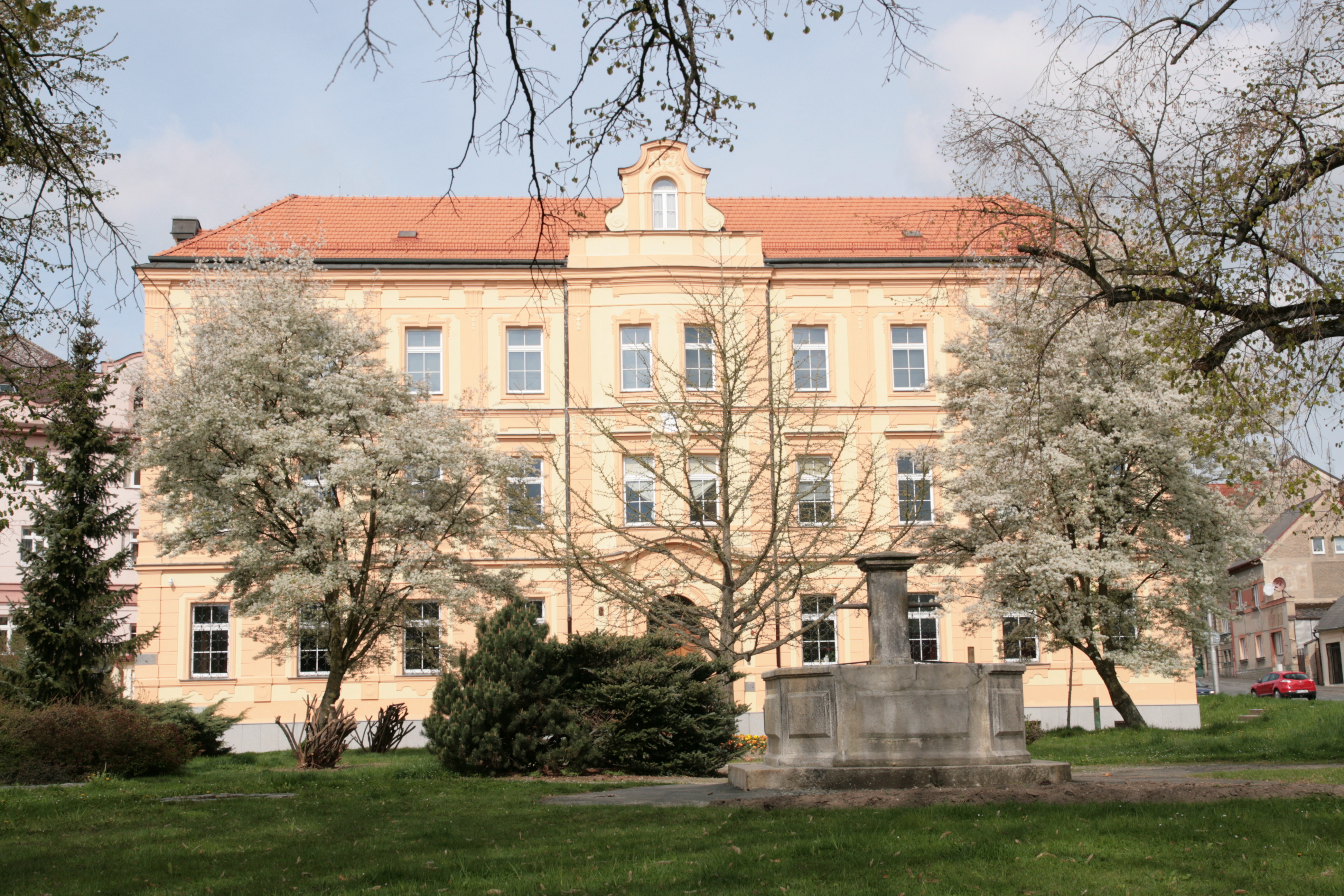